# ماري باتن
ماري باتن (بالإنجليزية: Mary Batten)‏ هي كاتبة علم وكاتِبة أمريكية، ولدت في 1937 في سميثفيلد في الولايات المتحدة.

## وصلات خارجية
- الموقع الرسمي